# Котов, Василий Никитович
Василий Никитович Котов — советский хозяйственный, государственный и политический деятель, Герой Социалистического Труда.

## Биография
Родился в 1902 году в деревне Мотоусовская, ныне Устьянский район Архангельской области. Член КПСС.
С 1935 года — на хозяйственной, общественной и политической работе. В 1935—1971 гг. — механик рудника, главный механик горнорудного управления, начальник горно-обогатительного производства Магнитогорского металлургического комбината.
Указом Президиума Верховного Совета СССР от 19 июля 1958 года присвоено звание Героя Социалистического Труда с вручением ордена Ленина и золотой медали «Серп и Молот».
Почётный гражданин города Магнитогорска (1972).
Умер в Магнитогорске в 1987 году. Похоронен на Левобережном кладбище.